# Франк Мир
Франсиско Сантос Миранда, по известен като Франк Мир, е американски боец по смесени бойни изкуства, който наскоро се състезава за Белатор MMA в тежка категория. Преди това той се състезава в Ultimate Fighting Championship (UFC) в продължение на шестнадесет години. Бивш двукратен шампион на UFC в тежка категория, той държи рекорда за най-много завършвания и най-много победи със събмишън в историята на UFC в тежка категория. Мир притежава най-дългия непрекъснат стаж от всеки боец в историята на UFC, състезавайки се за компанията от 2001 г. до 2016 г. Той е първият човек, който нокаутира и първият, който побеждава със събмишън Антонио Родриго Ногейра. През ноември 2021 г. губи от Кубрат Пулев в новия формат Triad Combat.